# Museu Ferroviário de Curitiba

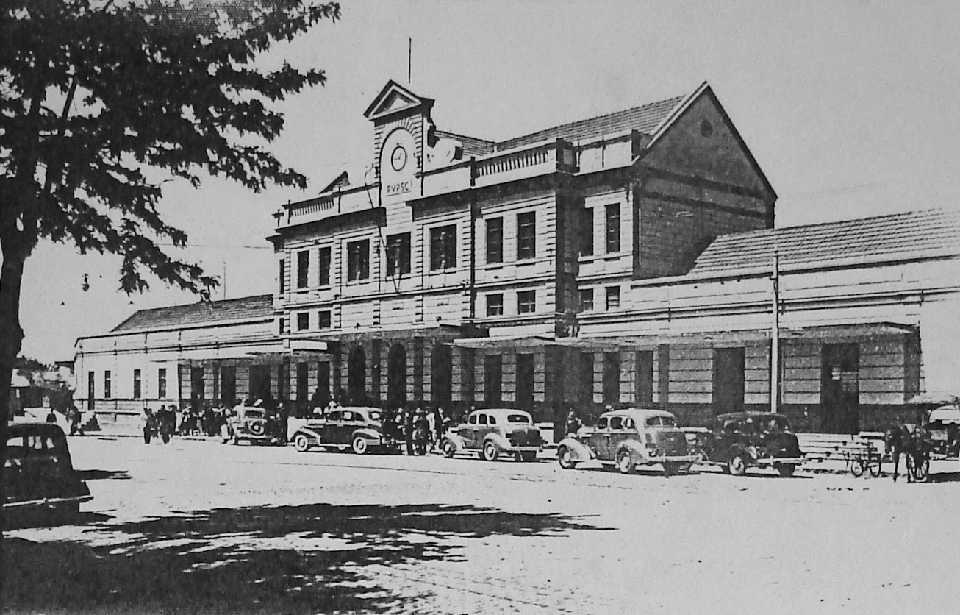
Antiga Estação Ferroviária de Curitiba, atual Museu Ferroviário de Curitiba.

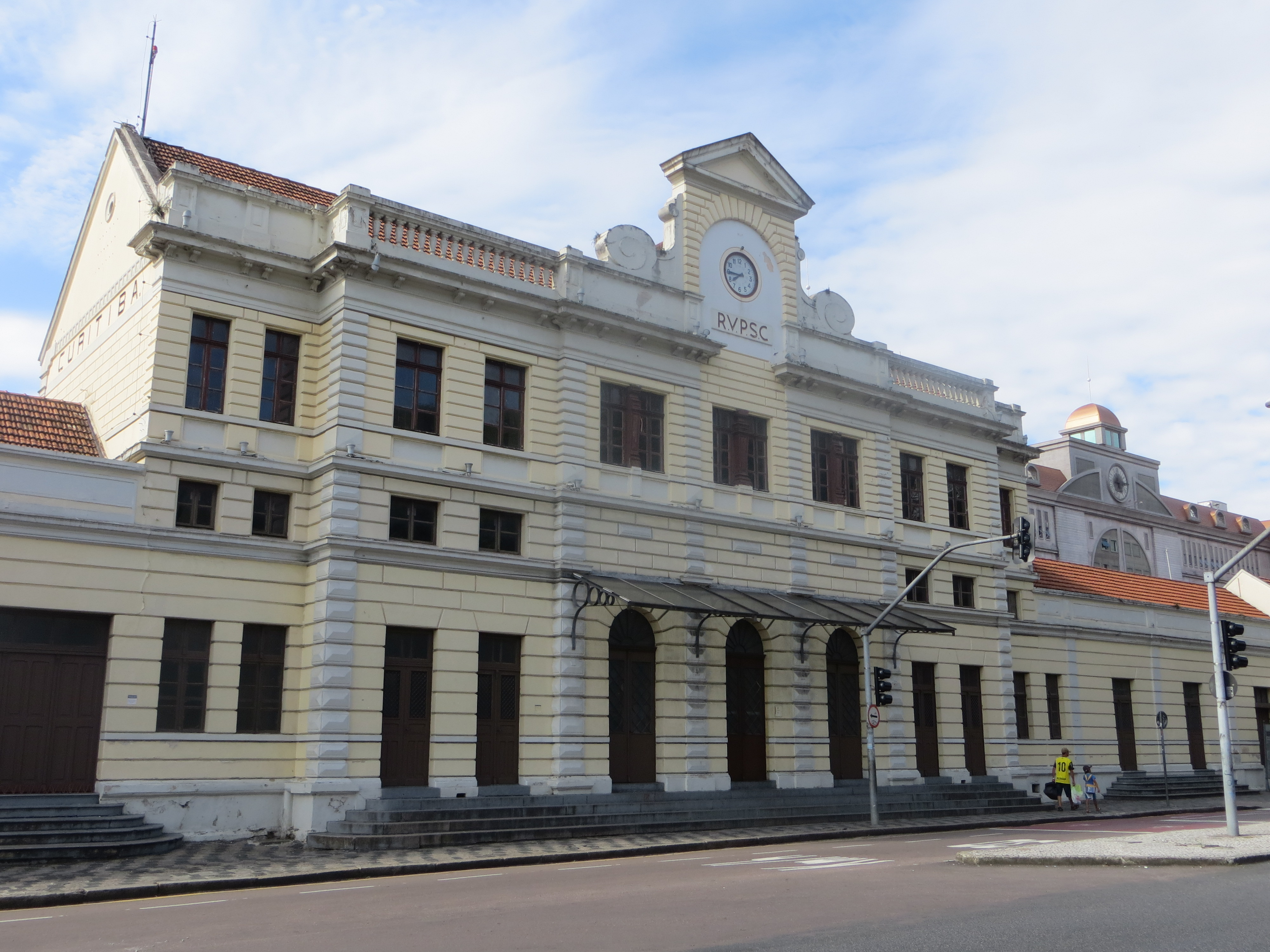
Antiga Estação Ferroviária de Curitiba, atual Museu Ferroviário de Curitiba, em 2015.

O Museu Ferroviário de Curitiba foi instalado na antiga Estação Ferroviária de Curitiba, obra inaugurada em 1885, e que fazia parte da Estrada de Ferro Curitiba Paranaguá até o ano de 1972, quando foi inaugurada a Estação Rodoferroviária de Curitiba. Além do acervo, composto por 600 peças ferroviárias históricas, como uma locomotiva do início do século XX, ele utiliza parte das instalações da estação como, por exemplo, as bilheterias. Além disto, o Museu conta a história da construção da ferrovia Paranaguá-Curitiba. O museu é anexo ao Shopping Estação, onde também está localizado o Expresso Estação e o Teatro Regina Vogue.